# Айман Ашраф
Айман Ашраф (араб. أيمن أشرف, нар. 9 квітня 1991, Каїр) — єгипетський футболіст, захисник клубу «Аль-Аглі» та національної збірної Єгипту.

## Клубна кар'єра
Народився 9 квітня 1991 року в місті Каїр. Вихованець футбольної школи клубу «Аль-Аглі». Дорослу футбольну кар'єру розпочав 2009 року в основній команді того ж клубу. У своєму дебютному сезоні став чемпіоном Єгипту, хоча в склад потрапляв рідко. Наступного року він повторив це досягнення, але так і не став основним гравцем, тому початку 2012 року на правах оренди перейшов в «Телефонат» (Бені-Суейф), а наступного року перейшов у «Смуху», де швидко став основним гравцем. 
У 2017 році він повернувся в «Аль-Аглі», з яким знову відразу, втретє у кар'єрі, став чемпіоном країни. Станом на 17 квітня 2018 року відіграв за каїрську команду 27 матчів в національному чемпіонаті.

## Виступи за збірні
Протягом 2009—2011 років залучався до складу молодіжної збірної Єгипту. У 2009 році Ашраф у складі збірної до 20 років взяв участь в домашньому молодіжному чемпіонаті світу. У 2011 році Айман вдруге взяв участь у молодіжному чемпіонаті світу у Колумбії. Всього на молодіжному рівні зіграв у 9 офіційних матчах. 
30 серпня 2016 року в товариському матчі проти збірної Гвінеї дебютував в офіційних іграх за національну збірну Єгипту.
У складі збірної був учасником чемпіонату світу 2018 року у Росії.
| Дата       | Місто       | Господарі | Результат | Гості   | Турнір                                      | Голи | Примітки |
| ---------- | ----------- | --------- | --------- | ------- | ------------------------------------------- | ---- | -------- |
| 30-08-2016 | Александрія | Єгипет    | 1 – 1     | Гвінея  | товариський матч                            | -    |          |
| 13-08-2017 | Александрія | Єгипет    | 1 – 1     | Марокко | Відбір на Чемпіонат африканських націй 2018 | -    | 60'      |
| 18-08-2017 | Рабат       | Марокко   | 3 – 1     | Єгипет  | Відбір на Чемпіонат африканських націй 2018 | -    |          |
| 27-03-2018 | Цюрих       | Єгипет    | 0 – 1     | Греція  | товариський матч                            | -    | 51'      |
| 25-05-2018 | Ель-Кувейт  | Кувейт    | 1 – 1     | Єгипет  | товариський матч                            | 1    | 62' 82'  |
| Усього     |             | Матчів    | 5         |         | Голів                                       | 1    |          |

## Титули і досягнення
- Чемпіон Єгипту (5):

«Аль-Аглі»: 2009—2010, 2010—2011, 2017—2018, 2018—2019, 2019—2020
- Володар Кубка Єгипту (3):

«Аль-Аглі»: 2017, 2020, 2022
- Володар Суперкубка Єгипту (4):

«Аль-Аглі»: 2017, 2017/18, 2021/22, 2022/23
- Переможець Ліги чемпіонів КАФ (3):

«Аль-Аглі»: 2013, 2019–2020, 2020–2021
- Володар Суперкубка КАФ (2):

«Аль-Аглі»: 2020, 2021
Збірні
- Срібний призер Кубка африканських націй: 2021